# وين روبنسون (كرة سلة)
وين روبنسون (بالإنجليزية: Wayne Robinson)‏ مواليد 19 أبريل 1958 في غرينزبورو، هو لاعب كرة سلة أمريكي سابق. بدأ مسيرته الاحترافية في سنة 1980. تم اختياره من قبل فريق لوس أنجلوس ليكرز خلال الدرافت. حمل الرقم 42. يبلغ طوله 6 قدم 8 بوصة (2.0 م). اعتزل اللعب في 1993.

## المسيرة الاحترافية
لعب مع ديترويت بيستونز في موسم 1980–1981، ثم لعب مع ريال مدريد لكرة السلة في الدوري الإسباني من سنة 1983 إلى 1986، ثم لعب مع نادي جرانوليريس لكرة السلة من سنة 1986 إلى 1988، ثم لعب مع باسكت مانريسا في الدوري الإسباني في موسم 1991–1992.

## روابط خارجية
- وين روبنسون على موقع إن بي أي (الإنجليزية)
- وين روبنسون على موقع سبورتس رفرنس (الإنجليزية)
- وين روبنسون على موقع الدوري الإسباني لكرة السلة (الإسبانية)
- وين روبنسون على موقع كلية كرة السلة في سبورتس رفرنس.كوم (الإنجليزية)
- وين روبنسون على موقع ريلجم (الإنجليزية)
- وين روبنسون على موقع بروبوليرز (الإنجليزية)
- وين روبنسون على موقع سبورتس رفرنس (الإنجليزية)